# Ciro Pezzella
Ciro Pezzella (Ercolano, 18 gennaio 1954 – Mola di Bari, 2 dicembre 1983) è stato un calciatore italiano, di ruolo difensore.

## Biografia
Il 2 dicembre 1983, in un incidente automobilistico, perse la vita insieme al compagno di squadra Michele Lorusso, mentre entrambi si stavano recando a Bari per proseguire in treno per Varese, località in cui il Lecce si apprestava a giocare la domenica successiva; avevano optato per l'automobile per paura di volare.

## Carriera

Pezzella al Lecce nel 1976

Formatosi calcisticamente nell'Ercolanese, club del suo luogo d'origine, fu a lungo giocatore di categoria, iniziando la carriera nel Teramo come semiprofessionista in Serie D nel 1972; con la squadra abruzzese guadagnò la promozione in Serie C nel 1975 e nella stagione successiva fu a Ferrara nella SPAL con cui esordì in Serie B.
Dopo una stagione in Emilia si trasferì al Lecce in Serie C, guadagnando la promozione in Serie B alla prima stagione; durante la militanza in tale club conobbe colei che successivamente divenne sua moglie.
Dopo un triennio nel Salento Pezzella fu ingaggiato a Genova dalla Sampdoria per un biennio, poi giunse l'esordio in Serie A nelle file dell'Avellino il 1º novembre 1981 contro il Napoli.
Nel 1982 si ristabilì a Lecce per rimanere vicino alla famiglia di sua moglie; nella tarda serata del 2 dicembre 1983, alla guida della sua Mercedes 190 in cui viaggiavano anche suo cognato, suo suocero e il suo compagno di squadra Michele Lorusso, rimase coinvolto in un incidente stradale presso Mola di Bari mentre i due calciatori si recavano alla stazione centrale di Bari per prendere un treno per Varese dove il Lecce avrebbe dovuto giocare la domenica successiva, avendo entrambi timore dei viaggi aerei; l'incidente, un impatto contro una Renault 18 che aveva presumibilmente sbandato, provocò la morte di Pezzella e Lorusso e il ferimento del suocero e del cognato di Pezzella nonché del guidatore della Renault.
Oltre alla moglie Pezzella lasciò una figlia di quattro anni.
A lui e al compagno Michele Lorusso è intitolata la curva nord dello stadio Via del mare di Lecce.

## Palmarès
- Serie C: 1 
Lecce: 1975-1976
- Coppa Italia Semiprofessionisti: 1 
Lecce: 1975-1976
- Coppa Italo-Inglese Semiprofessionisti: 1 
Lecce: 1976

## Riconoscimenti postumi
A lui ed al compagno Michele Lorusso è dedicata la Curva Nord dello Stadio Via del Mare di Lecce.
A Ciro Pezzella è stato intitolato il piazzale antistante lo stadio comunale di Ercolano.